# Volt Nederland
Volt Niderlandy (niderl. Volt Nederland, Volt) – niderlandzka socjalliberalna partia polityczna założona w 2018 roku.

## Historia
Głównym postulatem tego ugrupowania jest dalsze pogłębianie integracji w ramach Unii Europejskiej, a ostatecznie to, aby na jej bazie powstało europejskie państwo federacyjne. Z tego też powodu ugrupowanie stanowi część proeuropejskiego ruchu politycznego – Volt Europa.
W kwestiach gospodarczych opowiadają się min. za progresywnymi podatkami czy wprowadzeniem bezwarunkowego dochodu podstawowego.
W czerwcu 2023 roku Sophie in ’t Veld, po opuszczeniu szeregów partii Demokraci 66, dołączyła do Volt Niderlandy i została pierwszą w historii ugrupowania deputowaną do Parlamentu Europejskiego.
Ugrupowanie w Parlamencie Europejskim należy do frakcji Zieloni – Wolny Sojusz Europejski, jednak w przypadku zdobycia przez cały ruch Volt Europa wymaganej liczby deputowanych, partia dołączy do nowej grupy zrzeszającej członków tegoż ruchu.

## Poparcie w wyborach

### Wybory doIzby Reprezentantów
| Wybory | Lider listy    | Wyniki  | Wyniki     | Mandaty | +/−  | Rząd     |
| Wybory | Lider listy    | Głosy   | %          | Mandaty | +/−  | Rząd     |
| ------ | -------------- | ------- | ---------- | ------- | ---- | -------- |
| 2021   | Laurens Dassen | 252 480 | 2,42 (#11) | 3/150   | Nowa | Opozycja |
| 2023   | Laurens Dassen | 178 802 | 1,71 (#14) | 2/150   | 1    | Opozycja |

### Wybory doParlamentu Europejskiego
| Wybory | Lider listy          | Wyniki  | Wyniki     | Mandaty | +/−  |
| Wybory | Lider listy          | Głosy   | %          | Mandaty | +/−  |
| ------ | -------------------- | ------- | ---------- | ------- | ---- |
| 2019   | Reinier van Lanschot | 106 004 | 1,93 (#12) | 0/26    | Nowa |
| 2024   | Reinier van Lanschot | 319 483 | 5,13 (#7)  | 2/31    | 2    |